# Henriette Harich-Schwarzbauer
Henriette Harich-Schwarzbauer (* 20. August 1955 in Mürzzuschlag) ist eine österreichische Klassische Philologin.

## Leben
Harich-Schwarzbauer studierte 1973 bis 1980 Klassische Philologie und Romanistik (mit Schwerpunkt auf dem Französischen) an der Universität Graz und der Sorbonne in Paris, wo sie das Diplom der Chambre de Commerce erwarb. 1980 legte sie das Magisterexamen ab und arbeitete bis 1982 als Gymnasiallehrerin. Anschließend war sie wissenschaftliche Assistentin am Seminar für Klassische Philologie in Graz und studierte Sanskrit. 1986 wurde sie mit ihrer Dissertation Alexander Epicus. Studien zur Alexandreis des Walter von Châtillon zum Dr. phil. promoviert, 1992 zur Assistenzprofessorin ernannt. 1993 bis 1994 war sie Erwin-Schrödinger-Stipendiatin des Österreichischen Fonds für Wissenschaft und Forschung an der Universität Tübingen.
1997 habilitierte sie sich mit der Schrift Hypatia. Die Testimonien zur alexandrinischen Philosophin und wurde als Lehrstuhlvertreterin in Graz zur außerordentlichen Professorin ernannt. 2002 folgte sie einem Ruf an die Universität Basel. Dort leitete sie als Ordinaria für Lateinische Philologie den Fachbereich Latinistik im Departement Altertumswissenschaften. 2023 wurde sie emeritiert.
Harich-Schwarzbauer war Gastdozentin an der Universität Turku in Finnland. Von 2004 bis 2013 war sie Mitherausgeberin des Museum Helveticum.

## Forschungsschwerpunkte
Harich-Schwarzbauer beschäftigt sich mit der Literatur der späten römischen Republik und der frühen Kaiserzeit (Epos, Philosophie und Rhetorik), mit der Literatur der griechischen und römischen Spätantike und mit Institutionalisierungsprozessen in der Literatur, außerdem mit der Rezeption antiker Literatur in der Renaissance und im Humanismus, mit der Antikerezeption in der österreichischen Moderne und mit der Geschichte der Klassischen Philologie. Sie befasst sich auch mit Gender Studies.

## Schriften (Auswahl)

### Monographien
- Alexander epicus. Studien zur Alexandreis Walters von Châtillon. Graz 1987 (Dissertation).
- Hypatia. Die spätantiken Quellen. Eingeleitet, kommentiert und interpretiert. Berlin u. a. 2011 (Habilitationsschrift).

### Edition
- Johannes Atrocianus. Text, Übersetzung, Kommentar. Herausgegeben von Christian Guerra, Henriette Harich und Judith Hindermann. Hildesheim 2018 (Noctes Neolatinae. Neo-Latin Texts and Studies Band 30).

### Herausgeberschaft
- mit Olivier Millet: Opera poetica Basiliensia. Basel 2005 (https://www.ub.unibas.ch/cmsdata/spezialkataloge/poeba/).
- mit Thomas Späth: Gender-Studies in den Altertumswissenschaften. Räume und Geschlechter in der Antike. Trier 2005.
- mit Barbara von Reibnitz: Hildegard Cancik-Lindemaier. Von Atheismus bis Zensur. Römische Lektüren in kulturwissenschaftlicher Absicht. Würzburg 2006.
- mit Petra Schierl: Lateinische Poesie der Spätantike. Internationale Tagung in Castelen bei Augst, 11.–13. Oktober 2007. Basel 2009.
- mit Karla Pollmann: Der Fall Roms und seine Wiederauferstehungen in Antike und Mittelalter. Berlin/Boston 2013.
- mit Alexander Honold: Carmen perpetuum. Ovids Metamorphosen in der Weltliteratur. Basel 2013.
- mit Marie-Laure Freyburger-Galland: Le „sel“ antique: Epigramme, satire, théâtre et polémique / Das „Salz“der Antike: Epigramm, Satire, Theater, Polemik. (Leur réception chez les humanistes dans les sources imprimées et manuscrites du Rhin supérieur / Ihre Rezeption bei den Humanisten: Drucke und Handschriften am Oberrhein). Stuttgart 2016.
- Weben und Gewebe in der Antike. Materialität – Repräsentation – Episteme – Metapoetik / Texts and Textiles in the Ancient World. Materiality – Representation – Episteme – Metapoetics. Oxford – Philadelphia 2016.